# Ministerium für Post- und Fernmeldewesen der DDR
Das Ministerium für Post- und Fernmeldewesen der DDR (MPF) war in der Deutschen Demokratischen Republik zuständig für den Betrieb der Post sowie der Rundfunk- und Fernmeldeeinrichtungen. Es wurde mit der DDR am 7. Oktober 1949 gegründet und im Zuge der deutschen Einheit 1989/1990 aufgelöst bzw. in das Bundesministerium für Post und Telekommunikation eingegliedert. Dem Ministerium stand der Minister für Post- und Fernmeldewesen vor, der von einem Staatssekretär vertreten wurde. Der Minister erließ in Ergänzung der Gesetze Anordnungen und Durchführungsbestimmungen.

## Geschichte

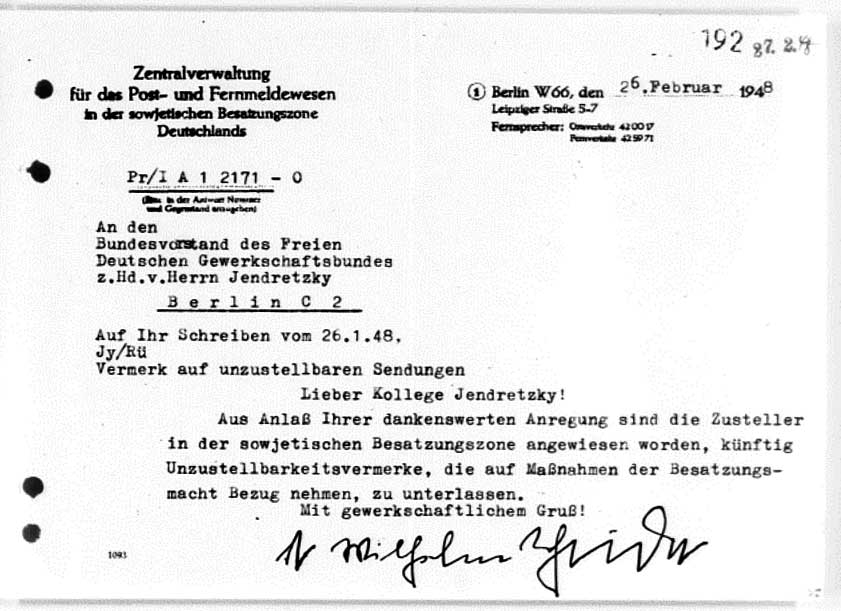
Brief der Zentralverwaltung Post an die Gewerkschaft, 1948

Das Ministerium hatte einen Vorläufer unmittelbar nach dem Zweiten Weltkrieg, die von der Sowjetischen Militäradministration in Deutschland SMAD mit dem „Befehl Nr. 17“ gegründete Zentralverwaltung für das Post- und Fernmeldewesen in der sowjetischen Besatzungszone Deutschlands, ab 1948 Deutsche Wirtschaftskommission (DWK), Hauptverwaltung Post- und Fernmeldewesen (HVPF) genannt. Ihr Präsident war Wilhelm Schröder (KPD, anschließend SED).
Die Zentralverwaltung versuchte, in der politisch aufgeladenen Besatzungszeit einen geregelten Postdienst in Gang zu setzen. Selbst bei kleineren Zustellproblemen spielte die große Politik hinein. So klagte am 26. Januar 1948 der Gewerkschaftsfunktionär Hans Jendretzky seinem Kollegen Schröder von der Zentralverwaltung gegenüber, ein versehentlich mit Potsdam, Schopenhauerstr. 22, statt 27, adressierter Brief an den dortigen Landesvorstand des FDGB sei mit dem Vermerk an den Absender zurückgegangen: „Von Russen besetzt“. Jendretzky drängte in dem Schreiben darauf, den Briefzustellern wegen der „Wirkung solcher Vermerke auf Bewohner der Westzonen“ die Auflage zu machen, das zu vermeiden.
Mit der Gründung der DDR 1949 entstanden aus den sowjetisch gesteuerten Hauptverwaltungen Ministerien und damit auch das Ministerium für Post- und Fernmeldewesen der DDR. Erster Minister war der Gewerkschafter und Postfachmann Friedrich Burmeister, der letzte Emil Schnell. Die ersten Sondierungsgespräche, die zur Auflösung des Ministeriums führten, fanden im Dezember 1989 zwischen DDR-Postminister Klaus Wolf und BRD-Postminister Christian Schwarz-Schilling statt.

## Minister für Post- und Fernmeldewesen der DDR
- Friedrich Burmeister (CDU) (1949–1963)
- Rudolph Schulze (CDU) (1963–1989)
- Klaus Wolf (CDU) (November 1989–April 1990, während der Modrow-Regierung)
- Emil Schnell (SPD) (April 1990 bis August 1990)